# Роббі Робінсон
Роббі Робінсон (англ. Robby Robinson; нар. 24 травня 1946, Дамаск, Джорджія, США) — професійний американський бодібілдер, персональний тренер, актор і письменник. До числа його перемог відносяться такі титули як IFBB Містер Америка, Містер Світу і Містер Юніверс. Робінсон став найпершим Містер Олімпія Мастерс в 1994 році, обійшовши знаменитого Халка (Лу Ферріньйо), і продовжив ряд перемог у змаганнях Masters Olympia в наступні роки в підрозділі 50 + в 1997 р і 2000
Роббі Робінсона називають Чорним Принцом. Вперше це ім'я було дано Робінсону після його перемоги в 1975 році Джо Уайдером, який прирівняв Робінсона до всесвітньо відомого «Австрійського дуба» Арнольда Шварцнеггера, «Міфа» Серхіо Оліва, «Воїна з Сардинії» Франко Коломбо і небагатьом іншим видатним культурістам, чиї професійні прізвиська стали не менш популярні серед любителів бодібілдингу.
Після 27 років успішної кар'єри в професійному бодібілдингу та більш 50 завойованих абсолютних титулів Робінсон залишив змагання у віці 56 років, але до цих пір продовжує активну діяльність як лайф-стайл тренер, навчаючи своїх клієнтів здоровому способу життя та класичного бодібілдингу, створюючи ультимативну культуру фізичного розвитку та здорового довголіття за допомогою розробленої ним системи тренувань, харчування та здорового способу життя.

## Біографія

### Ранні роки
Робінсон народився в 1946 році в місті Дамаск (штат Джорджія) і виріс у місті Таллахассі (штат Флорида). З дитинства кумиром майбутнього спортсмена був Джек Ла Лейн, тому захоплення спортом прийшло до хлопчика ще у віці 5-ти років, і в 12 років Роббі був включений в шкільну збірну, а до 15-ти рокам (в старших класах) Робінсон став футбольним і спринтерським кумиром школи. По закінченні школи Робінсон відвідував Florida A & M University, де активно займався як американським футболом так і спринтерським бігом. Ще підлітком Роббі помітив, як швидко його м'язи збільшуються від тренувань, і захопився бодібілдингом. Як таких, матеріалів по правильному тренуванні м'язів тоді не існувало і перший комплекс вправ Робінсон продумував для себе сам. Свій перший тренажерний зал юнак обладнав зі своїми друзями фактично з металобрухту. Робінсон встиг взяти участь у більш ніж 300 аматорських змаганнях, коли в 1975 році Джо Уайдер надіслав йому запрошення приїхати в «Мекку бодібілдингу» Веніс Біч (місто Лос-Анджелес, штат Каліфорнія).

### Професійні роки
В 70-х роках Веніс Біч фактично став новою Меккою бодібілдерів. Для Робінсона, котрий виріс у Флориді і не звиклому до відсутності расової дискримінації, дружні стосунки між чорними і білими перетворили Каліфорнію в справжній рай. Він продовжив тренуватися в легендарному Gold's Gym з ще більшою наснагою. Ставши професійним членом IFBB, Робінсон брав участь в змаганнях впродовж подальших 27 років. На його рахунку такі титули як «Містер Америка», «Містер Світу» та «Містер Всесвіт». І, тим не менш, за словами спортсмена, Робінсона обурювала корумпованість змагань і «стероїдний бум», який розгорався в той час.
У 1975 році Робінс в числі найкращих бодібілдерів став актором у фільмі Помпуючи залізо за участю Арнольда Шварценеггера, Лу Ферріньйо, Франко Коломбо, Еда Корені, Кена Уоллера, Майка Катца, Френка Зейна та ін. У 1979 році Робінсон став переможцем найпершого змагання «Гран Прі Ніч Чемпіонів».
В 80-х Робінсон переїхав в Амстердам. Він продовжив змагатися, займатися тренерською діяльністю і поширювати «мистецтво бодібілдингу» (як він сам називав цей спорт) по всьому світу: у Німеччині, Угорщині, Іспанії, Італії, Японії та Південній Африці. У 1994 році він завоював титул Містер Олімпія Мастерс ", обійшовши знаменитого Халка, Лу Ферріньйо. Всього, до відходу з професійного спорту в 2001 році, коли Робінсон у віці 56 років залишив змагання, їм було завойовано понад 50 титулів.
За всю історію бодібілдингу навряд чи знайдеться людина така як Робінсон. За його словами тіло — це Божий дар, який можна перетворити на справжній витвір мистецтва при правильному харчуванні і тренуваннях. Свої гантелі Робінсон поетично називає «кистями художника», за допомогою яких він створив свою скульптуро подібну фігуру.
Найвидатнішою частиною свого тіла Робінсон вважає біцепси, і не дарма. З руками «чорношкірого демона» (як його називають за очі) можуть посперечатися хіба що руки Шварценеггера. Про знаменитих біцепсах Робінсона сам Арнольд Шварценеггер також писав у своїй «Енциклопедії сучасного бодібілдингу». Можливо, подібної форми Робінсону вдалося домогтися підготовкою до змагань не за 2—3 місяці, як це роблять багато спортсменів, а за 4—5 Улюблені вправи спортсмена — присідання, жим лежачи, тяга штанги до поясу, підйом на біцепс, трицепс на блоці, підйом на ікри і «стискання» на прес. За словами Робінсона, перед отриманням титулу «Містер Америка» він робив тільки ці вправи.
Зараз, у віці понад 60 років, повернувшись назад в Веніс Біч, Каліфорнія, Роббі продовжує інтенсивно тренуватися, про що свідчать його документальні фільми ДВД «Білт» і ДВД «Майстер-клас з Роббі Робісоном». Його вебсайт і блог «Щоденник Чорного Принца» надихають людей вести здоровий спосіб життя і стежити за своєю фізичною формою, а його мудрі і лаконічні висловлювання незмінно повертають людей до думок про саму суть бодібілдингу: мистецтві фізичної краси і гармонії. В ході свого Майстер-класу і он-лайн консультацій Робінсон ділиться своїм багаторічним досвідом і знаннями в області здорового способу життя і довголіття.